# 王嵩 (嘉靖進士)
王嵩（1506年—？），字維中，浙江紹興府餘姚縣人，民籍，明朝政治人物。

## 生平
嘉靖十九年（1540年）庚子科浙江鄉試第六十五名舉人。嘉靖二十年（1541年）聯捷辛丑科會試第十五名，登第三甲第一百二十四名進士。授工部主事，曾督修太庙，官至宝庆府知府。

## 家族
曾祖王諶；祖父王淑；父王椿，封南京大理寺評事。母熊氏（封孺人）。具慶下。兄王喬（進士）、王齡（南京大理寺寺正）、王高。